# Carinigera
Carinigera is een geslacht van slakken uit de familie van de Clausiliidae.

## Soorten
De volgende soorten zijn bij het geslacht ingedeeld:
- Carinigera albicosta (O. Boettger, 1877)
- Carinigera buresi (A. J. Wagner, 1928)
- Carinigera calabacensis (Westerlund, 1892)
- Carinigera chelidromia (O. Boettger, 1889)
- Carinigera dextrorsa (O. Boettger, 1877)
- Carinigera drenovoensis (R. A. Brandt, 1961)
- Carinigera eximia (Möllendorff, 1873)
- Carinigera leucorhaphe (O. Boettger, 1878)
- Carinigera liebegottae (H. Nordsieck, 1984)
- Carinigera lophauchena (Sturany, 1894)
- Carinigera octava R. A. Brandt, 1962
- Carinigera pellucida Dedov & Neubert, 2002
- Carinigera praecipua (Sajó, 1968)
- Carinigera praestans (Westerlund, 1893)
- Carinigera schuetti R. A. Brandt, 1962
- Carinigera septima R. A. Brandt, 1962
- Carinigera stussineri (O. Boettger, 1885)
- Carinigera superba H. Nordsieck, 1977
- Carinigera tantilla (R. A. Brandt, 1962)
- Carinigera thessalonica (H. Nordsieck, 1972)
- Carinigera torifera (O. Boettger, 1885)

### Synoniemen
- Carinigera (Carinigera) Möllendorff, 1873 => Carinigera Möllendorff, 1873
- Carinigera (Carinigera) albicosta (O. Boettger, 1877) => Carinigera albicosta (O. Boettger, 1877)
- Carinigera (Carinigera) buresi (A. J. Wagner, 1928) => Carinigera buresi (A. J. Wagner, 1928)
- Carinigera (Carinigera) drenovoensis (R. A. Brandt, 1961) => Carinigera drenovoensis (R. A. Brandt, 1961)
- Carinigera (Carinigera) eximia (Möllendorff, 1873) => Carinigera eximia (Möllendorff, 1873)
- Carinigera (Carinigera) octava R. A. Brandt, 1962 => Carinigera octava R. A. Brandt, 1962
- Carinigera (Carinigera) pellucida Dedov & Neubert, 2002 => Carinigera pellucida Dedov & Neubert, 2002
- Carinigera (Carinigera) schuetti R. A. Brandt, 1962 => Carinigera schuetti R. A. Brandt, 1962
- Carinigera (Carinigera) septima R. A. Brandt, 1962 => Carinigera septima R. A. Brandt, 1962
- Carinigera (Carinigera) superba H. Nordsieck, 1977=> Carinigera superba H. Nordsieck, 1977
- Carinigera (Nymphogena) Sajó, 1968 => Carinigera Möllendorff, 1873
- Carinigera (Nymphogena) calabacensis (Westerlund, 1892) => Carinigera calabacensis (Westerlund, 1892)
- Carinigera (Nymphogena) dextrorsa (O. Boettger, 1877) => Carinigera dextrorsa (O. Boettger, 1877)
- Carinigera (Nymphogena) lophauchena (Sturany, 1894) => Carinigera lophauchena (Sturany, 1894)
- Carinigera (Nymphogena) praecipua (Sajó, 1968) => Carinigera praecipua (Sajó, 1968)
- Carinigera (Nymphogena) stussineri (O. Boettger, 1885) => Carinigera stussineri (O. Boettger, 1885)
- Carinigera (Nymphogena) tantilla (R. A. Brandt, 1962) => Carinigera tantilla (R. A. Brandt, 1962)
- Carinigera (Nymphogena) thessalonica (H. Nordsieck, 1972) => Carinigera thessalonica (H. Nordsieck, 1972)
- Carinigera (Nymphogena) torifera (O. Boettger, 1885) => Carinigera torifera (O. Boettger, 1885)
- Carinigera (Sporadhia) E. Gittenberger & Uit de Weerd, 2006 => Carinigera Möllendorff, 1873
- Carinigera (Sporadhia) chelidromia (O. Boettger, 1889) => Carinigera chelidromia (O. Boettger, 1889)
- Carinigera (Sporadhia) leucorhaphe (O. Boettger, 1878) => Carinigera leucorhaphe (O. Boettger, 1878)
- Carinigera (Sporadhia) liebegottae (H. Nordsieck, 1984) => Carinigera liebegottae (H. Nordsieck, 1984)
- Carinigera (Sporadhia) praestans (Westerlund, 1893) => Carinigera praestans (Westerlund, 1893)
- Carinigera (Angiticosta) H. Nordsieck, 1977 => Carinigera Möllendorff, 1873 (original rank)
- Carinigera (Angiticosta) superba H. Nordsieck, 1977 => Carinigera superba H. Nordsieck, 1977
- Carinigera megdova H. Nordsieck, 1974 => Inchoatia megdova megdova(H. Nordsieck, 1974)
- Carinigera pharsalica H. Nordsieck, 1974 => Carinigera buresi pharsalica  H. Nordsieck, 1974